# Argentina ai Giochi della XX Olimpiade
L'Argentina partecipò alle Giochi della XX Olimpiade svoltesi a Monaco di Baviera dal 26 agosto all'11 settembre 1972, con una delegazione di 92 atleti impegnati in 12 discipline per un totale di 64 competizioni. Portabandiera fu il cavaliere Carlos D'Elía, alla sua quinta Olimpiade. Il bottino della squadra, alla sua quattordicesima partecipazione ai Giochi, fu di una medaglia d'argento conquistata da Alberto Demiddi nel canottaggio.

## Medaglie
| Medaglia | Nome            | Sport       | Evento  |
| -------- | --------------- | ----------- | ------- |
| Argento  | Alberto Demiddi | Canottaggio | Singolo |